# Catherine Frot
Catherine Frot (født 1. maj 1957 i Paris) er en fransk skuespiller, der har vundet en César for bedste kvindelige hovedrolle for Marguerite (2015) og for bedste kvindelige birolle for Un air de famille (1996).

## Biografi
Frot er datter af en ingeniør og en matematiklærer. Hun var tidligt begejstret for teatret, især for komedier, og fra hun var fjorten år fulgte kurserne på Konservatoriet i Versailles, samtidig med at hun gik i skole. I 1974 påbegyndte hun uddannelsen på École de la Rue Blanche og senere på Conservatoire National Supérieur d'art Dramatique. På det tidspunkt var hun også medgrundlægger af Compagnie du Chapeau Rouge, som hurtigt fik et godt ry i Pariser café-teater-scenen og markerede sig på Festival d'Avignon i 1975. Herefter koncentrerede Frot sig fuldstændig om teatret, og hun gjorde sig bemærket med rollen som fru de Tourvel i en opsætning af romanen Farlige forbindelser iscenesat af Gérard Vergez (1987). På teatret spillede hun mange andre klassikere: Kirsebærhaven (iscenesat af Peter Brook i 1982) og Mågen (iscenesat af Pierre Pradinas i 1985) begge skrevet af Anton Tjekhov, og senere også i John Gabriel Borkman af Henrik Ibsen, instrueret af Luc Bondy i 1993, samt et stykke som C'était comment déjà? af Jean Bouchot, der indbragte hende Kritikerprisen i 1983.
Efter roller i forskellige tv-produktioner fra midten af 1970'erne fik Frot sin første lille rolle i en spillefilm i Alain Resnais' Min onkel fra Amerika i 1980. Senere har hun indspillet en lang række film, og hun har været nomineret til en lang række César-priser, første gang for bedste birolle som Béatrice i Escalier C (1985), men hun måtte vente med at få prisen til rollen som Yolande i filmen af Cédric Klapisch Un air de famille, inden hun blev kendt i den brede offentlighed.
I 2015 spiller hun den falsksyngende baronesse Marguerite Dumont i filmen Marguerite af Xavier Giannoli. Denne film er inspireret af historien om Florence Foster Jenkins, en amerikansk millionær der uden musikalsk talent insisterede på at synge offentligt. Denne rolle sikrede Frot Césarprisen for bedste hovedrolle i 2016 samt ligesom den blev betegnet som "hendes smukkeste rolle" af Le Nouvel Observateur.

## Teater
- 1979: L'homme aux valises af Ionesco, iscenesat af Jacques Mauclair.
- 1980: C était kommentar déjà iscenesættelse af Jean Bouchaud - Kritikerpsien
- 1981: Kirsebærhaven af Anton Tjekhov, iscenesat af Peter Brook i Bouffes du Nord.
- 1982: Gevrey-Chambertin, med le Chapeau Rouge, iscenesat af Pierre Pradinas.
- 1985: Mågen af Anton Tjekhov, iscenesat af Pierre Pradinas.
- 1987: Farlige forbindelser fra Choderlos de Laclos, iscenesat af Gérard Vergez.
- 1989: Faut pas tuer maman af Charlotte Keatley, iscenesat af Michel Fagadau.
- 1990: La Tanière af Botho Strauß, iscenesat af André Steiger.
- 1993: John Gabriel Borkman i Henrik Ibsen, iscenesat af Luc Bondy på Théâtre de l'odéon.
- 1994: Passions secrètes af Jacques-Pierre Amette, iscenesat af Patrice Kerbrat.
- 1995: Un Air de Famille de Jean-Pierre Bacri et Agnès Jaoui, iscenesat af Stephan Meldegg - Molière for bedste kvindelige birolle.
- 2000: Diner entre amis iscenesat af Michel Fagadau - Nominering til en Molière for bedste kvindelige hovedrolle.
- 2001: Trois versioner de la vie iscenesat af P. Kerbrat
- 2006: Si tu mourais af Florian Zeller, iscenesat af Michel Fagadau.

## Filmografi

### Spillefilm
- 1980: Min onkel fra Amerika af Alain Resnais.
- 1980: Psy af Philippe af Broca.
- 1981: Quand tu seras débloqué, fais-moi signe! / Les Babas Cool af François Leterrier.
- 1985: Escalier C af Jean-Charles Tacchella.
- 1985: Elsa, Elsa af Didier Haudepin.
- 1989: Chambre à part af Jacky Cukier.
- 1990: Sushi Sushi af Laurent Perrin.
- 1996: Un air de famille af Cédric Klapisch.
- 1998: Le Dîner af cons af Francis Veber.
- 1998: Paparazzi af Alain Berbérian.
- 1998: Ça reste entre nous af Martin Lamotte.
- 1999: Den nye Eva af Catherine Corsini.
- 1999: La Dilettante af Pascal Thomas.
- 1999: Inséparables af M. Couvelard.
- 2001: Chaos af Coline Serreau.
- 2003: Après la vie af Lucas Belvaux.
- 2003: Sept ans de mariage af Didier Bourdon.
- 2003: Chouchou af Merzak Allouache.
- 2004: Éros thérapie af Danièle Dubroux.
- 2004: Vipère au poing af Philippe af Broca.
- 2004: Mig og min søster af Alexandra Leclère.
- 2005: Boudu af Gérard Jugnot.
- 2006: Le Passager af l'été af Florence Moncorgé-Gabin.
- 2006: Nodevenderen af Denis Dercourt.
- 2007: Odette Toulemonde af Éric-Emmanuel Schmitt.
- 2012: Bon Appétit Hr. Præsident af Christian Vincent.
- 2015: Marguerite af Xavier Giannoli.
- 2017: Gensynet af Martin Provost.
- 2017: Momo af Vincent Lobelle og Sébastien Thiery

### Kortfilm
- 1982: Si je réponds pas, c'est que je suis mort af Christine Van de Putte.
- 1982: Les atours de l'oeil foudre af Magali Cerda.
- 1982: La nuit du lac af Sébastien Grall.
- 1985: Mélodie pour un cafard af Dominique Zay.
- 1987: La voix du désert de Jean-Michel Roux.
- 1994: Une femme dans l’ennui af Michel Couvelard.
- 1998: Il suffirait d'un pont af Solveig Dommartin.